# Federazione di baseball e softball del Gambia
La Federazione gambiana di baseball e softball (eng. Gambia Baseball & Softball Association) è un'organizzazione fondata per governare la pratica del baseball e del softball in Gambia.
Organizza il campionato maschile e di softball femminile, e pone sotto la propria egida la nazionale maschile e di softball femminile.